# Scytodes lawrencei
Espèce
Scytodes lawrencei est une espèce d'araignées aranéomorphes de la famille des Scytodidae.

## Distribution
Cette espèce se rencontre en Afrique centrale, en Afrique de l'Est et en Afrique du Sud.

## Description
Le mâle holotype mesure 4 mm

## Systématique et taxinomie
Cette espèce a été décrite par Lessert en 1939.

## Étymologie
Cette espèce est nommée en l'honneur de Reginald Frederick Lawrence.

## Publication originale
- Lessert, 1939 : « Araignées du Congo belge (Deuxième partie). » Revue de Zoologie et de Botanique Africaines, vol. 32, p. 1-13.